# Ichthyomys tweedii
Ichthyomys tweedii är en däggdjursart som beskrevs av Anthony 1921. Ichthyomys tweedii ingår i släktet fiskråttor, och familjen hamsterartade gnagare. IUCN kategoriserar arten globalt som otillräckligt studerad. Inga underarter finns listade i Catalogue of Life.
Arten når en kroppslängd (huvud och bål) av 143 till 197 mm, en svanslängd av 132 till 155 mm och en vikt av 123 till 155 g. Den har 33 till 40 mm långa bakfötter och 8 till 12 mm stora öron. Den täta pälsen på ovansidan har ett ulligt utseende och en mörkbrun färg. Fram till sidorna blir pälsen ljusare. På undersidan förekommer ljus gulgrå till vit päls. Det finns en tydlig gräns mellan de bruna sidorna och den ljusa undersidan. Svansen är bra täckt med mörkbruna hår. Vid fram- och bakfötternas sidor förekommer en kam av silvergråa hår.
Denna fiskråtta förekommer med flera från varandra skilda populationer i Amerika. Den observerades i Panama och Ecuador. Arten vistas i låga och medelhöga bergstrakter mellan 900 och 1700 meter över havet. Habitatet utgörs av molnskogar och andra fuktiga skogar.
Ichthyomys tweedii går på marken och har bra simförmåga. Trots namnet äter den oftare kräftdjur och vattenlevande blötdjur än fiskar. Även insekter ingår i födan. En hona som fångades vid slutet av regntiden (maj) var dräktig med två ungar. Individerna lever utanför parningstiden ensam.